# Jeśkowo (obwód kurski)
Jeśkowo (ros. Еськово) – wieś (ros. деревня, trb. dieriewnia) w zachodniej Rosji, w sielsowiecie nozdraczewskim rejonu kurskiego w obwodzie kurskim.

## Geografia
Miejscowość położona jest nad rzeką Winogrobl (lewy dopływ Tuskara w dorzeczu Sejmu), 2 km od centrum administracyjnego sielsowietu (Nozdraczewo), 12 km na północny wschód od centrum administracyjnego rejonu (Kursk), 18 km od drogi magistralnej (federalnego znaczenia) M2 «Krym».
We wsi znajdują się 63 posesje.
Klimat
Miejscowość, jak i cały rejon, znajduje się w strefie klimatu kontynentalnego z łagodnym ciepłym latem i równomiernie rozłożonymi opadami rocznymi (Dfb w klasyfikacji klimatów Köppena).

## Demografia
W 2010 r. wieś zamieszkiwały 73 osoby.